# Peter Hinz (Mediziner)
Peter Hinz (geboren am 11. Januar 1964 in Löbau) ist ein deutscher Chirurg. Er ist Facharzt für Chirurgie, Schwerpunktbezeichnung Unfallchirurgie, und für Orthopädie.

## Ausbildung
Von 1970 bis 1973 besuchte er die Grundschule, von 1973 bis 1974 die Benjamin-Preusker-Schule und von 1974 bis 1978 Polytechnische Oberschule in seiner Heimatstadt Löbau. Nach dem Besuch der Erweiterten Oberschule “Geschwister Scholl” in Löbau in den Jahren 1978 bis 1982 legte er im Jahr 1982 das Abitur ab. Anschließend absolvierte er von 1982 bis 1983 eine Grundausbildung im Fliegerlazarett der Nationalen Volksarmee in Dresden. Daran anschließend studierte er von 1983 bis 1989 Medizin an der Ernst-Moritz-Arndt-Universität Greifswald; im Jahr 1989 erlangte er die Approbation als Arzt; seine Diplomarbeit trug den Titel “Operative Ergebnisse nach Sprunggelenksfrakturen – eine klinische Studie”. Im Jahr 1997 wurde er promoviert, die Arbeit war dem Thema “Retrospektive Analyse der Entstehung von Frühverschlüssen nach operativer Rekonstruktion im femoropoplitealen Abschnitt an der Chirurgischen Universitätsklinik Greifswald in den Jahren 1987–1992 und daraus abgeleiteten Schlussfolgerungen” gewidmet.
Seiner Habilitation im Jahr 2011 zum Thema „Neue Risiken prophylaktischer Maßnahmen in der Unfallchirurgie am Beispiel der Heparin-induzierten Thrombozytopenie“ folgte im Jahr 2016 der Ruf auf die W2-Professur für Unfallchirurgie mit Schwerpunkt Komplikationsmanagement. Im Jahr 2017 wurde ihm die Bezeichnung Universitätsprofessor durch das Ministerium für Bildung, Wissenschaft und Kultur des Landes Mecklenburg-Vorpommern verliehen.

## Berufliche Tätigkeit
Seine ärztliche Tätigkeit umfasste folgende Stationen:
- 1989 bis 1990 Leiter Medizinischer Dienst der NVA_Stützpunkt Saßnitz (Rügen)
- 1990 Chirurgische Klinik und Poliklinik der Ernst-Moritz-Arndt-Universität Greifswald
- 1990 bis 1991 Institut für Anatomie der Ernst-Moritz-Arndt-Universität Greifswald
- 1991 bis 1995 Chirurgische Klinik und Poliklinik der Ernst-Moritz-Arndt-Universität
- 1995 bis 1999 Chirurgische Klinik und Poliklinik der Ernst-Moritz-Arndt-Universität Greifswald
- 1999 bis 2000 Abteilung für Unfall- und Wiederherstellungschirurgie der Chirurgischen Klinik und Poliklinik der Ernst-Moritz-Arndt-Universität
- 2000 Hospitation Unfallkrankenhaus Berlin-Marzahn
- 2000 Oberarzt der Abteilung für Unfall- und Wiederherstellungschirurgie der Chirurgischen Klinik und Poliklinik der Ernst-Moritz-Arndt-Universität
- 2003 Hospitation Abteilung für Unfallchirurgie, Hand- und Wiederherstellungschirurgie, Chirurgische Universitätsklinik und Poliklinik Ulm
- 2003 Ständiger Vertreter des Leiters der Abteilung für Unfall- und Wiederherstellungschirurgie der Chirurgischen Klinik und Poliklinik der Ernst-Moritz-Arndt-Universität
- 2006 Leitender Oberarzt und stellvertretender Leiter der Abteilung für Unfall- und Wiederherstellungschirurgie der Chirurgischen Klinik und Poliklinik der Ernst-Moritz-Arndt-Universität

## Sonstiges
Er nahm an den DDR-Meisterschaften im Kraftsport teil und wurde jeweils Dritter in den Jahren 1986 und 1987. Im Jahr 1992 wurde Peter Hinz in Kaohsiung Weltmeister im Bankdrücken. Von 1996 bis 1998 besuchte er die Deutsche Verkehrsfliegerschule Sonntag GmbH in Hamburg und erwarb dort die Berufspilotenlizenz.

## Mitgliedschaften
Peter Hinz ist Mitglied der Deutschen Gesellschaft für Chirurgie, der Deutschen Gesellschaft für Unfallchirurgie, der Deutsche, Gesellschaft für Wundheilung und Wundbehandlung, der Gesellschaft für Medizinische Ausbildung, des Berufsverbands der Deutschen Chirurgen, der Vereinigung Nordwestdeutscher Chirurgen, der Gesellschaft für Orthopädisch-Traumatologische Sportmedizin, der Deutsch/Lateinamerikanischen Gesellschaft für Orthopädie, Orthopädische Chirurgie und Unfallchirurgie und der Deutschen Gesellschaft für Krankenhaushygiene.